# Бонак ла Кот
Бонак ла Кот (фр. Bonnac-la-Côte) насеље је и општина у централној Француској у региону Лимузен, у департману Горња Вијена која припада префектури Лимож.
По подацима из 2004. године у општини је живело 1 335 становника, а густина насељености је износила 51 становника/km². Општина се простире на површини од 26,06 km². Налази се на средњој надморској висини од 360 метара (максималној 560 m, а минималној 324 m).

## Демографија
| 1962. | 1968. | 1975. | 1982. | 1990. | 2011. |
| ----- | ----- | ----- | ----- | ----- | ----- |
| 793   | 829   | 719   | 805   | 998   | 1.587 |

График промене броја становника у току последњих година